# 이숙 (배우)
이숙(李淑, 본명: 이정숙, 1955년 3월 27일~)은 대한민국의 배우, 가수이다.
1973년 CBS 공채 10기 성우로 첫 입문하여 1976년 MBC 8기 공채 탤런트로 정식 데뷔하였다.
국민 드라마였던 MBC 《전원일기》에서 쌍봉댁 역으로 오랫 동안 출연했고 SBS 《하늘이시여》의 소피아 역으로 개성 넘치는 연기를 보여주기도 했으며 방송 3사의 각종 사극에서 상궁 역을 도맡아 연기해왔다.
탤런트로 텔레비전 드라마에 출연하면서도 연극과 뮤지컬과 영화, 심지어는 가수로도 나서며 열정적인 활동을 펼쳤다. 연극 분야에서는 1983년 백상예술대상 시상식에서 신인상을 받으며 연예계에서 열정의 대명사로 불리게 되었다.
가수 활동을 겸업하였는데 1982년 1집 앨범을 낸 데에 이어, 명창 故 김소희 선생을 직접 찾아가 6개월간 판소리를 배운 후 2006년 4집 앨범을 발표하였다. 4집 앨범의 제작과 녹음에는 이숙과 10여 년째 의남매를 맺고 있는 가수 송대관이 직접 참여하였다.
국기원에서 정식 심사를 거쳐 검은 띠를 딴 몇 안 되는 여자 연예인 유단자 중의 한 명이기도 한데 1975년 태권도를 시작하여 1976년 국기원 심사에서 태권도 초단자격을 인정 받기도 하였다.

## 학력
- 1975년 이리여자고등학교 (졸업)
- 1979년 명지대학교 행정학과 (학사)

## 경력
- 1973년 CBS 공채 성우
- 1976년 MBC 8기 공채 탤런트
- 2020년 진안홍삼 홍보대사

## 출연

### 방송

#### 드라마
- 1976년 MBC 《수사반장》
- 1976년 MBC 《113 수사본부》
- 1976년 MBC 《제3교실》
- 1976년 MBC 《들장미》 - 여주댁 역
- 1976년 MBC 《쇠랑산 처녀》
- 1977년 MBC 《유령의 집》
- 1978년 MBC 《바람은 불어도》
- 1979년 MBC 《사랑의 계절》
- 1979년 MBC 《최후의 증인》
- 1979년 MBC 《당신은 누구시길래》
- 1980년 MBC 《홍변호사》
- 1980년 MBC 《의친왕》
- 1980년 MBC 《전원일기》 - 쌍봉댁 역 (쌍봉댁 역 이외 다른 배역으로도 등장)
- 1981년 MBC 《포옹》
- 1981년 MBC 《새아씨》
- 1981년 MBC 《민족풍속도》
- 1982년 MBC 《거부실록 - 공주갑부 김갑순》
- 1983년 MBC 《시장사람들》 - 순대 장수 역
- 1984년 MBC 《조선왕조 오백년 - 설중매》
- 1985년 MBC 《그해의 삽화》
- 1985년 MBC 《남자의 계절》
- 1986년 MBC 《조선왕조 오백년 - 회천문》
- 1986년 MBC 《한지붕 세가족》
- 1987년 MBC 《우리들의 신부》
- 1987년 MBC 《사랑과 야망》 - 혜영네 가정부 역
- 1988년 MBC 《조선왕조 오백년 - 인현왕후》 - 최 상궁 역
- 1989년 MBC 《완장》
- 1990년 MBC 《내 친구 천사》
- 1990년 MBC 《나의 어머니》
- 1990년 MBC 《별난가족 별난학교》
- 1990년 MBC 《조선왕조 오백년 - 대원군》
- 1992년 KBS1 《겨울 무지개》
- 1993년 SBS 《목소리를 낮춰요》
- 1993년 MBC 《천국에서 온 편지》
- 1993년 MBC 《폭풍의 계절》
- 1993년 MBC 《자매들》
- 1994년 MBC 《MBC 베스트극장 - 길거리표 부처님》 - 시어머니를 버리고 도망가는 여자 역
- 1995년 SBS 《옥이 이모》 - 재치국 (재첩국) 아줌마 역
- 1995년 MBC 《아파트》
- 1996년 MBC 《그들의 포옹》
- 1996년 SBS 《남자대탐험》
- 1996년 MBC 《길 위의 여자》
- 1996년 MBC 《사랑한다면》
- 1997년 MBC 《세 번째 남자》
- 1998년 SBS 《겨울 지나고 봄》
- 1998년 MBC 《마음이 고와야지》
- 1998년 MBC 《적과의 동거》
- 1998년 MBC 《육남매》 - 박씨 부인 역
- 1998년 SBS 《7인의 신부》
- 1998년 MBC 《MBC 베스트극장 - 공춘택씨의 계약결혼》
- 1999년 MBC 《사랑해 당신을》
- 1999년 MBC 《허준》 - 하동댁 역
- 2000년 MBC 《온달 왕자들》
- 2000년 SBS 《여자만세》
- 2001년 MBC 《어쩌면 좋아》
- 2001년 MBC 《그 여자네 집》
- 2001년 MBC 《상도》 - 주모 역
- 2001년 MBC 《가을에 만난 남자》
- 2001년 MBC 《매일 그대와》
- 2002년 MBC 《인어 아가씨》
- 2003년 MBC 《죽도록 사랑해》
- 2003년 MBC 《앞집 여자》
- 2003년 MBC 《다모》
- 2003년 MBC 《대장금》 - 부제조상궁 역
- 2004년 SBS 《파리의 연인》 - 세차장 직원 역
- 2004년 MBC 《황태자의 첫사랑》
- 2004년 KBS2 《풀하우스》 - 환자 역
- 2005년 MBC 《신입사원》
- 2005년 SBS 《서동요》 - 국수 역
- 2005년 SBS 《하늘이시여》 - 소피아 역
- 2007년 MBC 《아현동 마님》
- 2007년 MBC 《이산》 - 강미비 상궁 역
- 2008년 SBS 《아내의 유혹》 - 미인의 친구 역
- 2009년 KBS2 《장화, 홍련》
- 2010년 MBC 《동이》 - 박씨 역
- 2010년 MBC 《글로리아》
- 2011년 SBS 《신기생뎐》 - 지화자 역
- 2011년 MBC 《빛과 그림자》
- 2012년 SBS 《신의》 - 만보 남매(동생) 역
- 2012년 KBS2 《울랄라 부부》 - 한 여사 역
- 2012년 MBC 《마의》 - 최가비 역
- 2013년 MBC 《백년의 유산》 - 중매녀 역 (특별출연)
- 2014년 KBS2 《뻐꾸기 둥지》 - 이쌍순 역
- 2014년 MBC 《전설의 마녀》 - 배청자 역
- 2015년 MBC 《위대한 조강지처》 - 손흥자 역
- 2016년 MBC 《옥중화》 - 여주댁 역
- 2017년 MBC 《훈장 오순남》 - 고승보의 어머니 역
- 2020년 SBS 《맛 좀 보실래요》 - 허의료 동생 역
- 2021년 TV조선 《결혼작사 이혼작곡》 - 모서리 역
- 2021년 TV조선 《결혼작사 이혼작곡 2》 - 모서리 역
- 2021년 KBS2 《빨강구두》 - 양선희 역
- 2023년 KBS2 《진짜가 나타났다!》 - 올드스쿨 학생 역
- 2024년 KBS2 《스캔들》 - 난다박 역(일중의 고모) (10화~출연중)

#### 시트콤
- 1997년 MBC 《남자 셋 여자 셋》 - 김용림 지인인 과외 희망 학생 어머니 역
- 1998년 SBS 《순풍산부인과》 - 용녀 친구 역 외에 동네 주민으로도 출연
- 2005년 KBS 2TV 《사랑도 리필이 되나요?》
- 2011년 MBN 《왔어 왔어 제대로 왔어》

### 영화
- 1987년 《학창보고서》
- 1988년 《그대 원하면》
- 1989년 《달리는 도시》
- 1991년 《우주 전사 불의 사나이》 - 외계인 두목 역
- 1991년 《이태원 밤하늘엔 미국 달이 뜨는가》
- 1991년 《철판을 수놓은 어머니》
- 1991년 《제5의 사나이》
- 1992년 《미스터 맘마》 - 상아 모 친구 갑 역
- 1993년 《백백교》
- 1993년 《꾼사냥》
- 1993년 《에로스》
- 1993년 《참견은 노 사랑은 오예》 - 뚱보 모 역
- 1993년 《투캅스》
- 1994년 《너에게 나를 보낸다》 - 민양 역
- 1994년 《마누라 죽이기》 - 영철 부인 역
- 1995년 《총잡이》 - 영숙 역
- 1995년 《48+1》 - 광순 역
- 1995년 《돈을 갖고 튀어라》 - 마담 역
- 1997년 《비트》 - 철거반 아내 역
- 1997년 《마리아와 여인숙》 - 여자 3 역
- 2003년 《위대한 유산》 - 만화방 아줌마 역
- 2004년 《말죽거리 잔혹사》 - 우식 모 역 (특별 출연)
- 2006년 《무도리》 - 정 마담 역 (우정 출연)
- 2007년 《못말리는 결혼》 - 가정부 역 (특별 출연)
- 2007년 《어머니는 죽지 않는다》 - 접수대 아줌마 역
- 2008년 《사랑과 전쟁: 열두 번째 남자》 - 김씨 처 역
- 2009년 《전우치》 - 이천댁 역
- 2013년 《청야》 - 수동댁 역
- 2018년 《내 나이가 어때서》 - 영주 역
- 2020년 《조폭 삼겹살》 - 놀래는 여자 손님 역

### 공연

#### 연극
- 1976년 《파우스트》
- 1977년 《뿌리》
- 1983년 《산불》

### 뮤직비디오
- 2017년 오정태 - 〈갑질이야〉

## 음반

### 정규
- 1982년 《기도》
- 1982년 《애수》
- 1985년 《고독한 여자》
- 2006년 《사랑의 도둑》[7]
- 2017년 《민감한 여자》

## 수상
- 1983년 제19회 한국연극영화 TV예술상 연극부문 신인연기상 (산불)
- 1995년 대한민국 문화체육부 장관 표창장